# Manganolangbeinita
La manganolangbeinita és un mineral de la classe dels sulfats, que pertany al grup de la langbeinita.

## Característiques
La manganolangbeinita és un sulfat de fórmula química K₂Mn₂(SO₄)₃. Cristal·litza en el sistema isomètric. Es troba en forma de cristalls tetraèdrics petits. La seva duresa a l'escala de Mohs es troba entre 2,5 i 3.
Segons la classificació de Nickel-Strunz, la manganolangbeinita pertany a «07.AC - Sulfats (selenats, etc.) sense anions addicionals, sense H₂O, amb cations de mida mitjana i grans» juntament amb els següents minerals: vanthoffita, piracmonita, efremovita, langbeinita, yavapaiïta, eldfellita, godovikovita, sabieïta, thenardita, metathenardita i aftitalita.

## Formació i jaciments
Va ser descoberta l'any 1924 en una caverna volcànica al mont Vesuvi, a la província de Nàpols (Campània, Itàlia), on sol trobar-se associada a altres minerals com: thenardita, halita, silvita i aftitalita. És l'únic indret on ha estat trobada aquesta espècie mineral.